# 鈴木由哲
铃木由哲（？—1917年6月21日），铃木世家的家老，日本海军大将铃木贯太郎、陆军大将铃木孝雄的父亲。

## 生平

### 服务泉州
铃木由哲身材高大，能击剑，服务于日本泉州久世村伏尾久世家，曾和田口俊平一起学习西式炮术，任大筒头取。1864年（元治元年）起任久世家一块飞地的代官（收租税的官吏）。代官任期为10年。铃木贯太郎推测父亲由于和川连、藤田等明治维新的著名氏族有交往，了解时势，故而能够空手去担任这个职位。
铃木贯太郎认为父亲精炼武艺，但似乎非常宽大。贯太郎说有这样的传言：泉州的家伙很行，搞了一个代官。这句话是赞扬铃木由哲与众不同。
当时代官势力很大，农民见到了都要跪下。有一次铃木由哲到一处田地旁，一位惊慌的农民将粪筒弄到，以致稿脏了由哲的衣服。农民以為会被砍头，但是由哲只是自己到水沟旁洗洗衣服袖子，对农民说没关系。
当时有农民出钱，大捞香鱼招待代官和兵营的人的传统。但是这给农民带来很大负担，于是由哲说：“今年没有时间，明年办好了。”这事就一直拖着没办。
由哲也废除了对代官作捐献的陋习。

### 离开泉州
1868年，鸟羽伏见战争爆发，1869年，铃木由哲一家搬离泉州，前往江户，后就职于群马县政府。由于离开故土，由哲教育儿子不要乱发脾气以与当地人发生矛盾，贯太郎认为这影响了自己往后的修为。
由哲一直希望多个子女中至少有一个能够上大学，他希望贯太郎能够当医生，但是贯太郎却像参加海军，由哲起初不同意，后来还是同意儿子中学退学当海军。